# Oligodon cyclurus
Oligodon cyclurus este o specie de șerpi din genul Oligodon, familia Colubridae, descrisă de Cantor 1839. A fost clasificată de IUCN ca specie cu risc scăzut.

## Subspecii
Această specie cuprinde următoarele subspecii:
- O. c. cyclurus
- O. c. smithi